# Eliaszówka (obwód winnicki)
Eliaszówka (ukr. Iłliasziwka) – wieś na Ukrainie, w rejonie trościanieckim obwodu winnickiego, na wschodnim Podolu.
W czasach I Rzeczypospolitej wieś leżała w województwie bracławskim w prowincji małopolskiej Korony Królestwa Polskiego. W 1789 była prywatną wsią należącą do Czetwertyńskich. Odpadła od Polski w wyniku II rozbioru. Pod zaborami należała do Jaroszyńskich.